# Leptogorgia floridana
Leptogorgia floridana is een zachte koraalsoort uit de familie Gorgoniidae. De koraalsoort komt uit het geslacht Leptogorgia. Leptogorgia floridana werd in 1869 voor het eerst wetenschappelijk beschreven door Verrill. 